# Houlletia tigrina
Houlletia tigrina är en orkidéart som beskrevs av Jean Jules Linden och John Lindley. Houlletia tigrina ingår i släktet Houlletia och familjen orkidéer. Inga underarter finns listade i Catalogue of Life.

## Bildgalleri

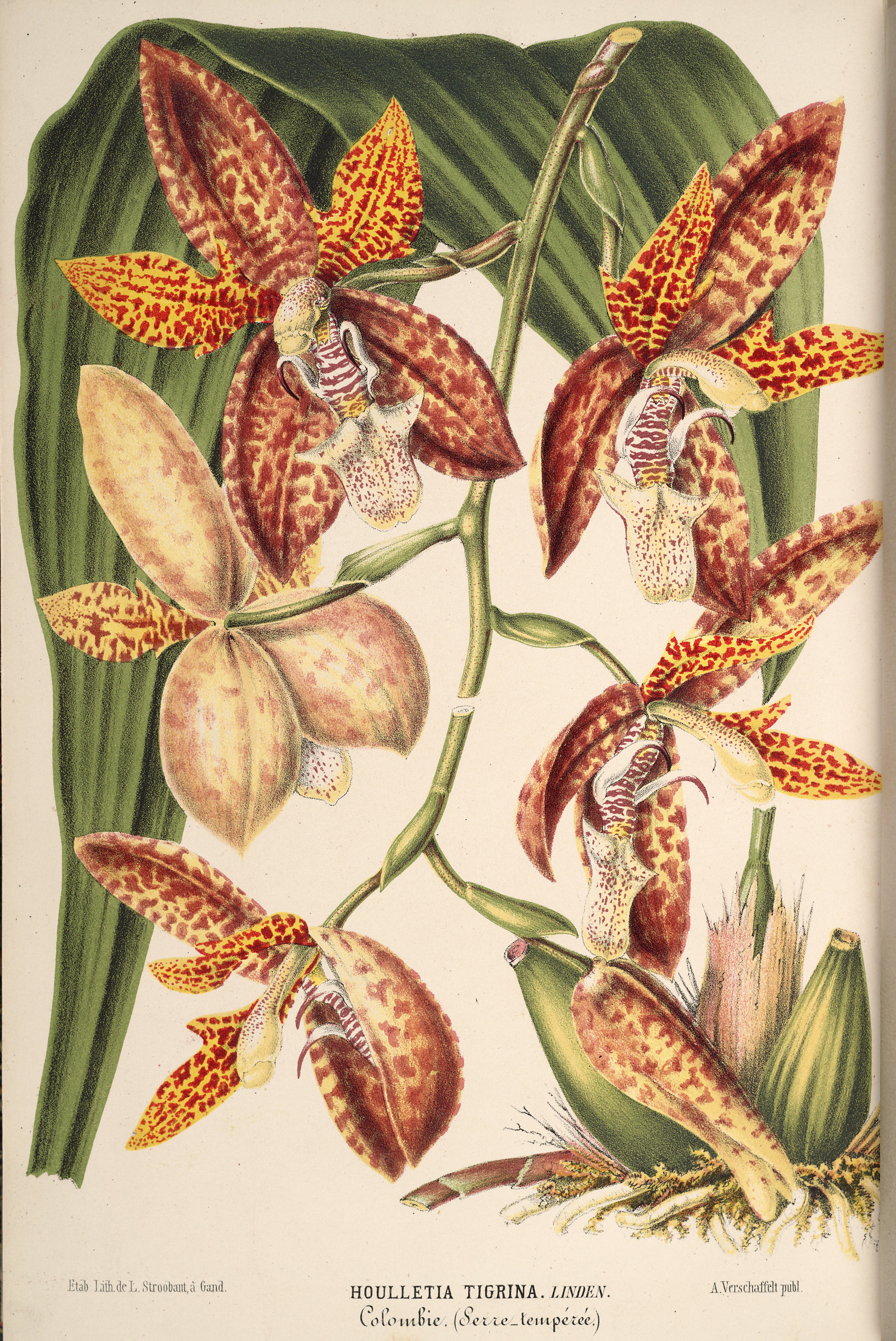